# Peter Lund
Peter Lund (nacido el 30 de diciembre de 1965 en Flensburg) es un director y autor alemán.

## Biografía
Lund se graduó en la escuela secundaria de Flensburg. Estudió arquitectura en Berlín y desde 1985 trabajó como director y autor, entre otros lugares, en Braunschweig, Hannover, Darmstadt, Bremen, Hamburgo, Basilea, Innsbruck y Viena. En 1985 fundó el Gruppe Comp&Co. De 1996 a 2004 fue miembro de la Junta de la Neuköllner Oper. Desde 2002 es profesor en el departamento Musical/Show en la Universität der Künste Berlin.
Además de su trabajo como director de teatro musical, Lund destaca como autor por intentar grandes producciones. Ha colaborado con compositores como Thomas Zaufke y Wolfgang Böhmer, en obras como Das Wunder von Neukölln, Babytalk, Leben ohne Chris o Mein Avatar und ich. Con sus piezas para niños (Kinderstücken) a menudo son versiones satíricas de otros libros infantiles como Cinderella passt was nicht (Cenicienta), Der gestiefelte Straßenkater (El gato con botas) o Maja und Co. Uno de sus trabajos más exitosos es la ópera para niños Hexe Hillary geht in die Oper ("La bruja Hillary va a la ópera").

## Obras (Selección)
- Hexen ("Brujas", 1991), música: Danny Ashkenasi
- Zarah 47 (1992), música: varios
- No Sex (1993), música: Niclas Ramdohr
- Hexe Hillary geht in die Oper ("La bruja Hillary va a la ópera", 1997)
- Das Wunder von Neukölln ("El milagro de Neuköll", 1998), música: Wolfgang Böhmer
- SommerNachtTraum ("Sueño de una noche de verano", 2000), música: Wolfgang Böhmer
- Baby Talk (2000), música: Thomas Zaufke
- Cinderella passt was nicht (2000), música: Thomas Zaufke
- Love Bite ("Mordisco de amor", 2001), música: Wolfgang Böhmer
- Elternabend (2003), música: Thomas Zaufke
- Letterland aka "Erwin Kannes - Trost der Frauen" (2005), música: Thomas Zaufke
- Held Müller (2006), música: Thomas Zaufke
- Maja & Co (2006)
- Ugly Ducklings ("Patitos feos", 2007), música: Thomas Zaufke
- Kauf Dir ein Kind ("Comprar un niño", 2007), música: Thomas Zaufke
- Leben ohne Chris  ("La vida sin Chris", 2009), música: Wolfgang Böhmer
- Mein Avatar und ich  ("Mi avatar y yo", 2010), música: Thomas Zaufke
- Big Money (2011), música: Thomas Zaufke
- Frau Zucker will die Weltherrschaft ("La señora Zucker quiere dominar el mundo", 2011), música: Wolfgang Böhmer
- Stimmen im Kopf ("voces en la cabeza", 2013), música: Wolfgang Böhmer
- Die letzte Kommune ("La última comunidad", 2013), música: Thomas Zaufke
- Schwestern im Geiste ("Hermanas espirituales", 2014), música: Thomas Zaufke
- Grimm! - Die wirklich wahren Geschichte von Rotkäppchen und ihrem Wolf ("Grimm! - La verdadera historia de Caperucita Roja y su Lobo", 2014), música: Thomas Zaufke